# 남한사회주의노동자동맹
남한사회주의노동자동맹(南韓社會主義勞動者同盟) 줄여서 사노맹(社勞盟)은 사회주의 건설을 위한 계급투쟁을 선동하는 유인물, 대자보를 중심으로 하여 조직한 노태우 정권 당시의 공안 사건이다. 백태웅은 이 사건으로 인해 반국가단체 구성으로 인해 무기징역을 선고받았고 은수미는 6년형을 선고받고 복역했으며 울산대학교 법학 교수 조국은 교수로선 처음으로 국가보안법 위반으로 구속되기도 했다.

## 주요 인물
- 백태웅
- 박노해
- 조국
- 은수미

## 같이 보기
- 국가정보원
- 국가보안법